# Фердінанд Авенаріус
Фердинанд Авенаріус (нім. Ferdinand Avenarius; 20 грудня 1856 — 22 вересня 1923) — німецький поет.

## Біографія
Фердинанд Авенаріус народився у Берліні і був сином книготорговця Едуарда Авенаріуса і братом філософа Ріхарда Авенаріуса та віддаленим родичем Ріхарда Вагнера. Він вчився в школи в Берліні, а з 1871 року в Дрездені, від 1877 р. вивчав історію літератури і мистецтва, а також філософію в Лейпцигу а з 1878 р. у Цюриху. Після подорожей до Італії та Швейцарії оселився в Дрездені.
Авенаріус заснував у 1887 р. часопис «Вартовий мистецтва» (нім. Der Kunstwart), в якому висвітлював поточні питання мистецтва та культурної політики. Його публікації справили великий вплив на формування художніх смаків суспільства. На шпальтах часопису він розпочав пристрасну суперечку про літературні твори Карла Мая. У 1894 Авенаріус одружився з Елізою Доен (Doehn) дочкою дрезденського письменника Рудольфа Доена.
Літо Авенаріус проводив у Кампені на Зюльті. Вважається «відкривачем» і популяризатором цього острову як міста відпочинку. Він навіть став першим почесним громадянином муніципалітету Кампен.
Як вихователь цінностей мистецтва Авенаріус мав дужий вплив. Вже в 1908 році він говорив про розвиток мистецтва, яке без огляду на реальні форми тільки світлом, кольором або лініями передає духовні цінності. Він також проголосив заключну промову для учасників Першого з'їзду німецької молоді у Високому Майснері (Hoher Meißner) у жовтні 1913 р.
Уже в 1914 р. він висловився проти пропаганди війни у Німеччини. З 1918 він також скаржився на пропаганду Антанти, опублікувавши велику колекцію фотографій з підзаголовком «Писання для справжнього миру», де він засудив Версальський договір, який трактував Німеччину як єдину винуватицю війни і перешкодив укладенню справедливого миру.
Фердинанд Авенаріус помер у віці 66 років і був похований на цвинтарі церкви св. Северина в Вестерланді на Зюльті.

## Вибрані літературні праці
- Wandern und Werden. Gedichte, 1881 — «Мандрувати і становится»
- Vom Lande der Sonne, 1885 — «З країни сонця»
- Die Kinder von Wohldorf, Erzählung, 1887 — «Діти з Вольдорфу»
- Lebe, Dichtung, 1893 — «Живи»
- Stimmen und Bilder, 1898 — «Голоси і картини»
- Das fröhliche Buch, aus deutscher Dichter- und Malerkunst, 1910 — «Весела книга». З німецької поезії та малярства.
- Max Klinger als Poet, 1917 — «Макс Клінгер як поет»
- Das Bild als Narr. Die Karikatur in der Völkerverhetzung, was sie aussagt — und was sie verrät. Callwey, München 1918 — «Картина як дурень. Карикитура у народнім чаклуванні, що вона висловлює і що зраджує»
- Faust. Ein Spiel, 1919 — «Одна гра»
- Baal, Drama, 1920 — «Ваал», драма.
- Jesus, Drama, 1921 — «Ісус»., драма